# رابرت استرنبرگ
رابرت استرنبرگ (انگلیسی: Robert Sternberg؛ زادهٔ ۸ دسامبر ۱۹۴۹) یک دانشمند در زمینه روان‌شناسی شناختی اهل ایالات متحده آمریکا است. او استاد توسعه انسانی در دانشگاه کرنل است.
استرنبرگ دارای لیسانس از دانشگاه ییل و دکترا از دانشگاه استنفورد زیر نظر مشاور گوردون بوور است. او دارای سیزده دکترای افتخاری از دو دانشگاه آمریکای شمالی، یک دانشگاه آمریکای جنوبی، یک دانشگاه آسیایی و نه دانشگاه اروپایی، و همچنین دارای مقام استادی افتخاری در دانشگاه هایدلبرگ در آلمان است. او یکی از همکاران برجسته مرکز روان‌سنجی در دانشگاه کمبریج است.
از جمله کمک‌های عمده او به روان‌شناسی، برجسته‌ترین آنها نظریه‌های نظریه سه‌گانه هوش و چندین نظریه تأثیرگذار مرتبط با خلاقیت، خرد، سبک‌های تفکر، عشق، نفرت و رهبری است. نظرسنجی بازبینی روان‌شناسی عمومی که در سال ۲۰۰۲ منتشر شد، استرنبرگ را به عنوان شصتمین روان‌شناس پر استناد قرن بیستم رتبه‌بندی کرد.

## اوایل زندگی
استرنبرگ در ۸ دسامبر ۱۹۴۹ در یک خانواده یهودیان آمریکا در نیوجرسی به دنیا آمد. استرنبرگ در کودکی از اضطراب آزمون رنج می‌برد. در نتیجه، او به یک آزمون‌دهنده ناموفق تبدیل شد. این او را ناراحت کرد و او استدلال کرد که یک آزمون اندازه‌گیری کافی برای دانش واقعی و توانایی‌های تحصیلی او نیست. وقتی او بعداً در یک آزمون در اتاقی که از دانش‌آموزان جوان‌تر تشکیل شده بود، دوباره شرکت کرد، احساس راحتی بیشتری کرد و نمراتش به طرز چشمگیری افزایش یافت. استرنبرگ بعداً تست توانایی ذهنی (STOMA) را ساخت، که اولین آزمون هوشی اوست. این مشکل در آزمون دادن همان چیزی است که علاقه استرنبرگ را به روان‌شناسی برانگیخت.

## شغل
استرنبرگ دانشجوی کارشناسی در دانشگاه ییل بود. هیچ‌یک از والدین استرنبرگ دبیرستان را به پایان نرساند و او تنها با دریافت بورسیه شایستگی ملی و دریافت کمک مالی در دانشگاه ییل شرکت کرد. او در کلاس روان‌شناسی مقدماتی خود به قدری ضعیف عمل کرد که استادش اصرار داشت که رشته دیگری را دنبال کند. . استرنبرگ که مصمم به موفقیت بود، مدرک لیسانس خود را به دست آورد و به انجمن فی بتا کاپا انتخاب شد و در روان‌شناسی افتخارات و درجه ممتاز استثنایی کسب کرد. استرنبرگ به حرفه آکادمیک خود در دانشگاه استنفورد ادامه داد، جایی که دکترای خود را در سال ۱۹۷۵ دریافت کرد.
استرنبرگ در سال ۱۹۷۵ به عنوان استادیار روان‌شناسی به ییل بازگشت و به مدت سه دهه در دانشگاه ییل کار کرد و در نهایت استاد روان‌شناسی و آموزش آی بی ام شد و همچنین مؤسس و مدیر مرکز روان‌شناسی توانایی‌ها، شایستگی‌ها و تخصص‌ها شد.
از جمله آثار رابرت استرنبرگ:
- قصه عشق Love is a story. a new theory of: relationships